# 水之神殿
水之神殿是1998年任天堂64游戏《薩爾達傳說 時之笛》当中的一个关卡。在游戏中，这是玩家遇到的第六个迷宫。该迷宫由《时之笛》的设计师青沼英二设计，灵感来源于他所热爱的潜水。在本关中，玩家需要反复调整迷宫内部的水位以前往迷宫的不同区域，此外玩家还需要使用名为重铁靴的装备沉入水底。由于迷宫结构复杂，且游戏中穿脱重铁靴的过程比较繁琐，本关引发了大量讨论。青沼英二为此出面向玩家道歉，指出关卡本身虽然麻烦，但是难度不高。本关卡复杂的结构设计也得到了一些评论者的赞扬。在2011年任天堂3DS重制版本《塞尔达传说 时之笛 3D》中，开发团队对本关卡做出了一些改动，以降低关卡的繁琐程度。

## 内容与设计
水之神殿首次出现在1998年任天堂64游戏《薩爾達傳說 時之笛》当中，主人公林克在他的成年时期需要探索这个迷宫。在游戏中，这个神殿由游戏中的卓拉族建造并看守，用来供奉水之圣灵。在游戏中，该迷宫位于海利亚湖的湖底；海利亚湖因游戏反派加儂的诅咒而干涸，水之神殿也被一个魔物占领。该神殿是一个大型、多层的迷宫，玩家需要前往三处指定地点，调整迷宫内水位高度，打通前往迷宫不同区域的道路。林克身上的装备和道具能够协助他探索迷宫。这些装备与道具包括：一双重铁靴，穿上后能沉入水底；一套特殊服装，穿上后可以在水中呼吸；一只钩索，可以钩住远方物体。在迷宫探索中途，林克来到一个幻影之间，这个房间只有一片开阔土地和一棵孤零零的枯树。林克需要在这个房间与他的另一个自我暗影林克战斗。在关卡的最后，林克要与巨型變形蟲魔发战斗。在击杀魔发之后，海利亚湖恢复正常。在《里时之笛》当中，水之神殿的谜题更为困难。游戏的设计师青沼英二称关卡的设计灵感来源于深海潜水，他还在关卡中设计了基于潜水的谜题来展现对潜水的热爱。

## 反响
自《时之笛》推出后，水之神殿便因为其高难度而被评论者诟病。GamesRadar称本关为“有史以来最糟糕的电子游戏关卡”，并认为本关阻碍了《时之笛》成为“有史以来最好的电子游戏”。Inverse批评本关的视觉设计和人物在水下的物理特性，认为这是水关设计的反面教材。Game Informer讨厌探索这个迷宫，并且认为玩家会把本关视为《时之笛》中最糟糕的部分。恩尼奥·德·努奇（Ennio De Nucci）和亞當·克拉馬日夫斯基（Adam Kramarzewski）在他们的书中讨论了这个迷宫带来的争议，并且质问设计师有没有在开发过程中注意到这个迷宫的缺陷。
其他评论者则对本关给出了赞扬。Edge、Eurogamer和Destructoid都认为本关的难度被夸大了。Edge认为本关的挑战来源于玩家不易探索该迷宫，而非迷宫本身困难。Eurogamer则认为是在当时仍属新颖的三维游戏模式导致玩家感觉本关困难。官方任天堂杂志、GameZone和Eurogamer都将本关评为薩爾達傳說系列中最好的迷宫之一，Eurogamer更称本关卡是“日本将电子游戏这一媒介掌握得炉火纯青的代表性作品”。安东尼·比恩（Anthony Bean）在其著作中讨论了该迷宫的一些暗示，认为击败关底头目后水之神殿得到净化暗示林克的内心得到成长。比恩还注意到了关卡中的幻影之间，指出房间中孤零零的枯树可能象征着游戏中林克童年时期的家乡科奇里森林以及森林中的德库树长老——这二者都在林克的成年时期消亡了。他认为林克与暗影林克的战斗寓意着林克与他内心“怅然与愤恨”的阴暗面之间的战斗。

### 对批评的回应

《塞尔达传说 时之笛 3D》中的水之神殿。屏幕中发光的装饰物指示玩家接下来的去处。重铁靴从装备变成了道具，可以被分配到任天堂3DS的按键上，一键穿脱，无需暂停

玩家对水之神殿的负面反响是青沼英二对《时之笛》感到最遗憾的地方之一。青沼英二还因此向玩家表示歉意。作为回应，开发团队在任天堂3DS重制版《塞尔达传说 时之笛 3D》当中对本关做出了一些改动。宫本茂觉得玩家必须要先暂停游戏，然后再在暂停菜单中穿脱重铁靴的设计十分繁琐，因而开发团队将其设计成不需要暂停就能快速穿脱。关卡的地形设计没有改动，但是开发团队在场景内加入了红色和绿色的发光装饰来指引玩家在何处调整水位。青沼英二指出，他想重制原作的理由之一就是他想改进水之神殿。他认为开发团队设计像水之神殿一样的水关是十分困难的事情。不过，他认为本关不难；相反，是玩家反复穿脱重铁靴让本关感觉比实际上更为困难。他仍然认为本关是他在薩爾達傳說系列中最喜欢的关卡之一。在多年之后的一次采访中，宫本茂被问到玩家是否可以跳过《塞尔达传说 旷野之息》中的“水之神殿”。宫本茂打趣地回应道：“他（青沼英二）没有承担设计迷宫的任务，请大家放心。”